# سهره نوک‌ستیغ
سهرهٔ نوک‌ستیغ (نام علمی: Xestospiza fastigialis) یک گونهٔ منقرض‌شده پرنده با منقاری ستیغ‌وار است که بر اساس فسیل‌ها توصیف شده است. این احتمالاً یک حشره‌خوار بوده و جزایر اوآهو، مولوکای و مائوئی هاوایی را در خود جای داده است.